# Karine Beauchard
Karine Beauchard (* 27. November 1978) ist eine französische Mathematikerin. Sie ist Professorin an der École normale supérieure de Rennes.

## Leben und Wirken
Von 1999 bis 2003 studierte Karine Beauchard Mathematik an der École Normale Supérieure in Cachan. Sie erhielt 2002 die Agrégation und 2003 ein Diplôme d’études approfondies in numerischer Mathematik von der Universität Pierre und Marie Curie. Sie promovierte 2005 an der Universität Paris-Süd. Sie habilitierte sich 2010 in Cachan mit einer Habilitationsschrift über Analyse et contrôle de quelques équations aux dérivées partielles (Analyse und Kontrolle einiger partieller Differentialgleichungen).
Von 2005 bis 2006 arbeitete sie an der École Normale Supérieure in Cachan. Von 2006 bis 2014 war sie Forschungsbeauftragte am CNRS, bis sie ihre derzeitige Stelle als Professorin für Mathematik an der École normale supérieure in Rennes antrat.
Sie erzielte herausragende Ergebnisse in der Quantenkontrolle, zur Kontrolle hypoelliptischer Gleichungen und zu den Wechselwirkungen zwischen Geometrie (Lie-Klammer) und Funktionalanalysis (Interpolationsungleichungen) bei der Kontrolle von Differentialgleichungen.

## Preise und Auszeichnungen
- 2007–2008: Peccot-Dozentin am Collège de France mit einer Vorlesung über die Kontrolle der Schrödingergleichungen[2]
- 2017: Michel-Monpetit-Preis der Académie des sciences[3]
- 2018: Juniormitglied des Institut universitaire de France[4]
- 2023: Förderpreis der Stiftung Simone und Cino del Duca des Institut de France[5]